# Аймар, Тим
Тимоти Ли Аймар (4 сентября 1963, Питтсбург, Пенсильвания — 14 февраля 2023, Нью-Кенсингтон, Пенсильвания) — американский певец в жанре метал. Он был наиболее известен как вокалист прогрессивной метал-группы Pharaoh и по работе с Чаком Шульдинером в Control Denied.

## Карьера
С 1985 года Аймар был вокалистом в группе 313, затем присоединился к Triple X и выпустил с ними альбом. Он присоединился к Psycho Scream, где его коллега по группе Джим Дофка познакомил его с музыкой Чака Шульдинера и его группы Death. Шульдинер услышал голос Аймара в Psycho Scream и связался с ним через своего товарища по группе Джима Дофку. После прослушивания с тремя песнями он присоединился к новой группе Шульдинера Control Denied в качестве вокалиста и был известен своим сильным вокалом в этой группе.

## Смерть
Умер в феврале 2023 года в возрасте 59 лет.

## Награды
Группа Аймара Triple-X получила награду в Pittsburgh Music Awards как лучшая метал-группа в 1990 году и стала первой региональной группой, получившей национальное спонсорство от Anheuser-Busch/Budweiser Anheuser-Busch .

## Дискография

### Совместно с 313
- Three Thirteen Album demos 1985 & 1987 (обе полноформатные)

### Совместно с Triple X
- Bang (полнометражный, 1991)

### Совместно с Control Denied
- The Fragile Art of Existence (полнометражный, 1999)

### Совместно с Psycho Scream
- Spring '94 Limited Edition (демо, 1994 г.)
- Virtual Insanity (полнометражный, 1994)
- Demo 1996 г. (демо, 1996 г.)

### Совместно с Pharaoh
- After the Fire (2003)
- The Longest Night (2005)
- Be Gone (2008)
- Ten Years (EP) (2011)
- Bury the Light (2012)
- The Powers That Be (2021)

### Совместно с Vicious Cycle
- Burrn (демо, 2002 г.)

### Совместно с Advent of Bedlam
- Flesh Over God (полнометражный, 2012)

### Совместно с Xthirt13n
- A Taste of the Light (полнометражный, 2014)

### Совместно с Art X
- The Redemption of Cain (приглашенные артисты на вокале, 2016)

### Совместно с Angband
- <i id="mwWg">IV</i> (полнометражный, 2020)

## Связанные ссылки
1. ↑  Siwicki-Yanicko Funeral Home. Obituary for Timothy L. Aymar | Siwicki - Yanicko Funeral Home (англ.). Obituary for Timothy L. Aymar | Siwicki - Yanicko Funeral Home. Дата обращения: 21 февраля 2023. Архивировано 19 февраля 2023 года.
2. ↑  [Аймар, Тим (англ.) на сайте AllMusic Overview: Pharaoh]. Allmusic. Дата обращения: 16 марта 2010.
3. ↑  Interview Tim Aymar. www.emptywords.org. Дата обращения: 12 апреля 2020. Архивировано 25 марта 2023 года.
4. ↑  Blabbermouth. CHUCK SCHULDINER's CONTROL DENIED: 'The Fragile Art Of Existence' To Be Released On Vinyl. BLABBERMOUTH.NET (4 апреля 2018). Дата обращения: 4 апреля 2020. Архивировано 21 февраля 2023 года.
5. ↑  Control Denied and Pharaoh Vocalist Tim Aymar Dead at 59. Blabbermouth. 15 февраля 2023. Архивировано 7 марта 2023. Дата обращения: 15 февраля 2023.
6. ↑  TRIPLE X (амер. англ.). Hard Rock / A.O.R. / Glam Webzine. Дата обращения: 4 апреля 2020. Архивировано 21 февраля 2023 года.